# Bauernaufstand von 1381 in England
Der Bauernaufstand von 1381 war der größte Bauernaufstand im mittelalterlichen England.

## Ursachen

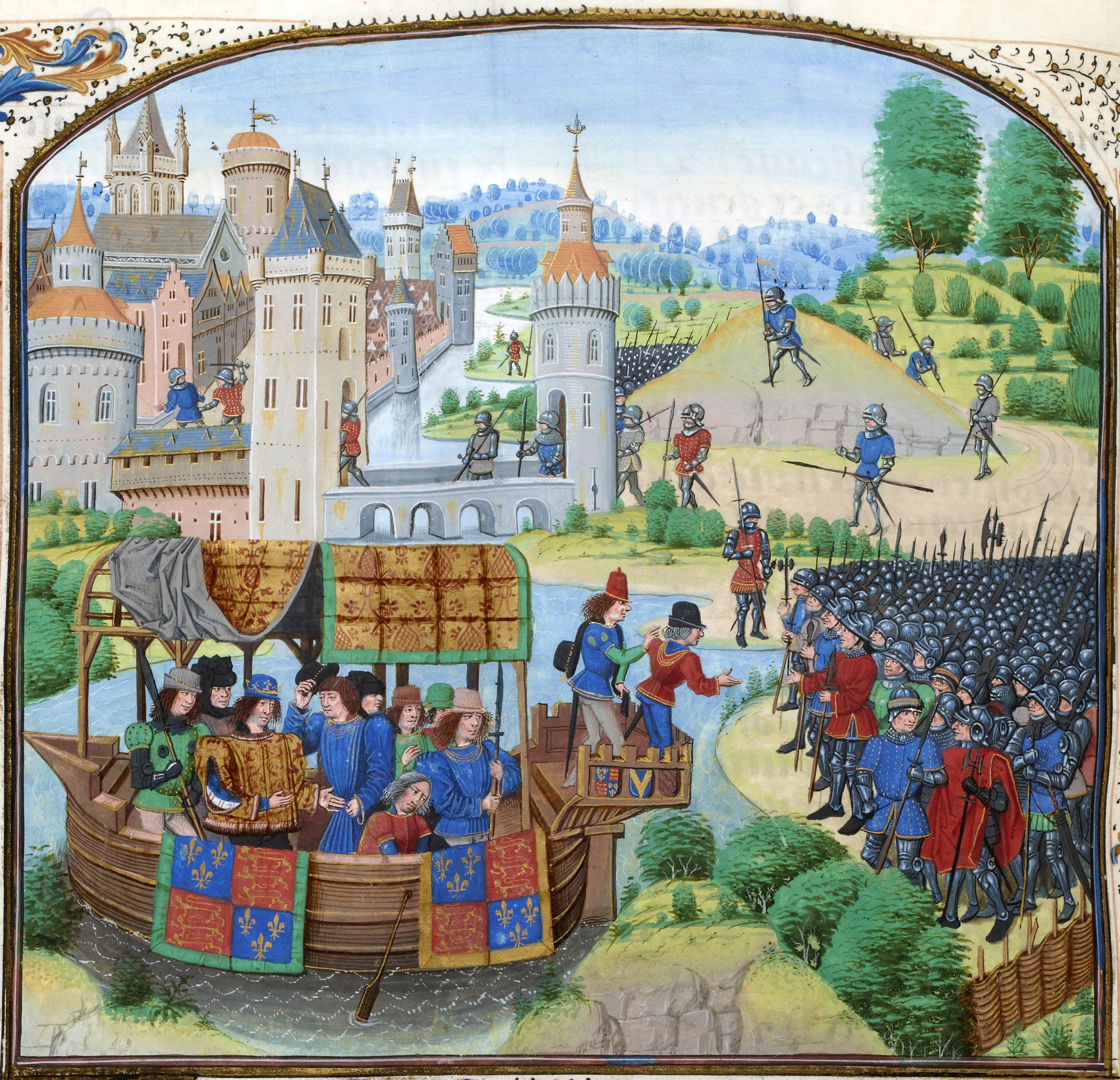
König Richard II. trifft die Aufständischen.
(Darstellung aus dem 15. Jahrhundert)

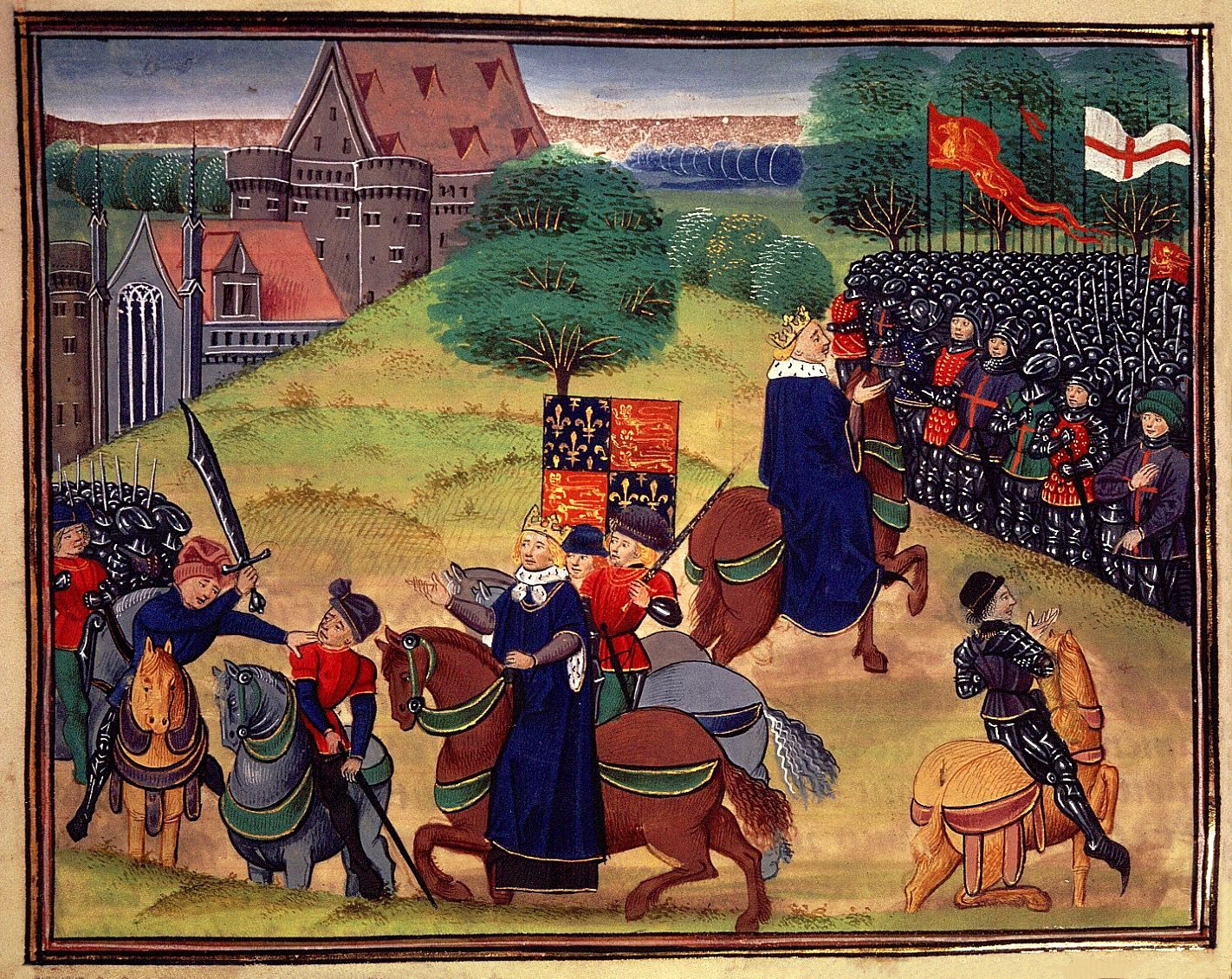
William Walworth tötet Wat Tyler, Richard II. sieht zu und spricht anschließend zu den Aufständischen.
(Darstellung um 1390)

Die Ursachen für den Aufstand lagen in verschiedenen sozialen Umwälzungen und Krisen im England der damaligen Zeit. Seit der normannischen Eroberung Englands im Jahre 1066 bildete die örtliche Grundherrschaft (manor) das Grundelement der sozialen Ordnung auf dem Land, insbesondere im Süden und in den Midlands. Die Bauern waren den örtlichen Lords und Landbesitzern dienst- und abgabenpflichtig. Insgesamt waren die Dorfgemeinschaften weitgehend selbstgenügsam und die einzigen nicht lokal erzeugten Güter, die auf den Märkten gehandelt wurden, waren Salz, Eisen und einige Verbrauchswaren.
Im 14. Jahrhundert kam es zu einem zunehmenden Eindringen der Geldwirtschaft in die dörfliche Welt und damit zu einer Auflockerung der sozialen Ordnung. Ursächlich hierfür war die zunehmende Bedeutung des überregionalen Handels und der überregionalen Märkte. Diese Geldwirtschaft wirkte sich anfänglich überwiegend zum Vorteil der Landbesitzer aus. Erst als es zu einem Arbeitskräftemangel infolge der großen Pestwelle von 1348/49 kam, stiegen die Löhne. Die Gutsherren versuchten, dem Arbeitskräftemangel mit erhöhten Arbeitsverpflichtungen und Abgaben beizukommen. Dies führte zur Arbeitsverweigerung und Flucht von Bauern zu anderen Grundherren. Verschärfte Strafen hatten wenig Effekt und die Bauern beriefen sich auf die Bestimmungen des Doomesday Books, zum Beweis, dass ihre Vorväter frei gewesen seien.
Um der sich anbahnenden sozialen Unordnung zu begegnen, wurde ab 1349 eine Arbeitsgesetzgebung erlassen. 1351 trat das Statute of Labourers in Kraft und später folgten weitere Verordnungen. Diese  Gesetze hatten die Stabilisierung der alten Ordnung zum Ziel und kamen vor allem den Besitzenden zugute. Sie bekämpften den Anstieg der Löhne und das Absinken der Abgaben. Preise und Löhne wurden festgesetzt, Almosen an Arbeitsfähige verboten und die Mobilität von Wanderarbeitern eingeschränkt. Zur Steigerung der allgemeinen Unzufriedenheit in der bäuerlichen Bevölkerung trugen die Predigten von John Ball, des „tollen Predigers von Kent“, bei, der das Menschenrecht und die Gleichheit aller verkündete und unter den Bauern begeisterte Zuhörer fand.
Durch den langjährigen Krieg mit Frankreich war die englische Krone in ständiger Geldnot. 1381 wurde eine Kopfsteuer (poll tax) eingeführt, die jedem männlichen Erwachsenen die Zahlung von einem Schilling auferlegte. Diese Abgabe betraf auch die Bevölkerungsschichten, die bisher von allgemeinen Abgaben befreit geblieben waren, und bildete den unmittelbaren äußeren Auslöser für den Aufstand. Die Kopfsteuer wurde im Parlament von John of Gaunt, dem 1. Duke of Lancaster, veranlasst, weshalb die Aufständischen ihm die Hauptschuld gaben.

## Verlauf des Aufstandes
Am 31. Mai 1381 erhoben sich Bauern und Fischer in Essex gegen die Steuereintreiber. Diese wurden vertrieben oder getötet und Urkunden sowie Abgabenlisten wurden vernichtet. Drei Tage später brachen ähnliche Unruhen in Kent und in London aus. Die Aufstandsbewegung breitete sich über Norfolk, Suffolk, Hertfordshire und danach über Middlesex, Sussex und Surrey bis nach Devon aus. Am 7. Juni 1381 wählten die Bauern in Kent Wat Tyler, einen ehemaligen Soldaten, zu ihrem Anführer. Die von Tyler geführte Bauernschar besetzte die Stadt Canterbury, die sich am 10. Juni vollständig in ihrer Gewalt befand. Der in Maidstone inhaftierte Prediger John Ball wurde befreit. Gemeinsam mit den Aufständischen aus Essex versammelten sich die Bauern am 12. Juni in Blackheath, von wo sie am folgenden Tag nach London zogen, wo ihnen Sympathisanten die Stadttore öffneten. Die Aufständischen suchten die Stadt nach vermeintlichen „Verrätern“ aus der Umgebung des Königs ab, brannten den Savoy Palace des John of Gaunt nieder (dessen Sohn, der spätere Heinrich IV., entkam nur knapp), öffneten die Gefängnisse und zerstörten das neu eröffnete Rechtskollegium Middle Temple. Sie wurden dabei von Fischhändlern und Handwerkern der Stadt unterstützt, die vor allem wegen der Konkurrenz durch angesiedelte flämische Kaufleute unzufrieden waren. Danach lagerten die Aufständischen um den Tower.
In dieser Situation bewies der zu diesem Zeitpunkt erst 14-jährige König Richard II. ungewöhnlichen Mut und verhandelte direkt mit den Aufständischen, denen er Berücksichtigung ihrer Anliegen und eine Amnestie zusicherte. Die Forderungen der Rebellen waren: Abschaffung der Leibeigenschaft, Bestrafung der „Verräter“, freies Kaufs- und Verkaufsrecht und Begrenzung der Pachtgebühr. Einen Tag später wurden diese Forderungen bei einer weiteren Unterredung zwischen König und Aufständischen in Smithfield auf die Gesamtgesellschaft ausgedehnt: Abschaffung der Leibeigenschaft und Grundherrschaft, gleiche Beteiligung aller an der Herrschaftsausübung, Abschaffung des Arbeitergesetzes, Kirchenreform, sowie freies Nutz- und Jagdrecht. Zeichnen sich die Forderungen des ersten Treffens durch ihren gewerblich-landwirtschaftlichen Charakter aus, so hatten die Forderungen von Smithfield eine radikale, fast schon sozialutopische Note. Während der Verhandlungen durchsuchte Tyler mit einigen seiner Leute den Tower nach Erzbischof Simon Sudbury und dem verhassten Schatzkanzler Robert Hales, die beide für die poll tax verantwortlich gemacht wurden. Beide wurden aufgefunden und von den Aufständischen enthauptet. In der Stadt wüteten zeitgleich die Anhänger Tylers mit den sympathisierenden Handwerkern und Fischhändlern gegen die Flamen und andere unliebsame ausländische Konkurrenten.
Während einer Unterredung am 15. Juni 1381 kam es zu einem hitzigen Wortgefecht, bei dem Tyler den König bedrohte und daraufhin von dessen Begleitern getötet wurde, der Überlieferung nach direkt durch den Bürgermeister von London William Walworth († 1385). Die erzürnten Rebellen wollten daraufhin gegen das königliche Gefolge vorgehen, wurden aber vom beherzt auftretenden König, der eine allgemeine Straffreiheit zusagte, beruhigt. Danach legte sich der Aufstand und die Rebellen kehrten an ihre Heimatorte zurück.
Die Versprechen Richards II. wurden jedoch nicht umgesetzt. Nachdem er selbst den Aufstand zu Ende geführt hatte und sich die Lage beruhigt hatte, ließ er sich vom Parlament der verbrieften und gegebenen Versprechen freisprechen.  Das Parlament argumentierte, dass der König nicht ohne seine Zustimmung über ihr Eigentum bestimmen dürfe. Als ihn die Bauern aufforderten, er solle – wie versprochen – die Leibeigenschaft abschaffen, soll Richard II. erwidert haben: „Knechte seid ihr, und Knechte werdet ihr auch bleiben.“ Die Anführer wurden hingerichtet, soweit man ihrer habhaft werden konnte.

## Folgen
Auf den Aufstand geht die von dem Prediger John Ball geprägte rhetorische Frage Als Adam grub und Eva spann, wer war da der Edelmann? zurück, die dieser in einer Predigt am 13. Juni 1381 in Blackheath vorgebracht haben soll, und die auch in Deutschland Verbreitung fand, darunter in mehreren Liedern.